# Kate Millett
Katherine Murray Millett (Saint Paul, 14 de setembro de 1934 – Paris, 6 de setembro de 2017) foi uma escritora, artista, educadora e ativista feminista estadunidense. É considerada uma das mais influentes feministas da segunda onda do feminismo e foi uma das primeiras escritoras a descrever o conceito moderno de patriarcado como a subjugação das mulheres em toda a sociedade.
Seus livros abordavam temas que iam desde pacifismo, direitos humanos, aborto e feminismo. Escreveu sobre os direitos das mulheres, sobre reforma no sistema psiquiátrico e sua autobiografia explorava sexualidade, saúde mental e relacionamentos. Nos anos 1960 e 1970, lecionou na Waseda University, Bryn Mawr College, Barnard College e na Universidade da Califórnia em Berkeley.
Sua tese de doutorado, defendida na Universidade de Columbia, é seu livro mais famoso, intitulado Política Sexual. Publicado em 1970, discorre sobre a política patriarcal de controle da sexualidade feminina nos séculos XIX e XX, analisando literatura, pintura e políticas públicas relacionadas ao controle populacional e à definição do papel da mulher nesse período. Publicou diversos outros livros, mas que não foram traduzidos para o português.
Em 2013 foi agraciada no National Women’s Hall of Fame.

## Biografia
Kate nasceu em 14 de setembro de 1934, filha de James Albert e Helen Millett, em Saint Paul. Segundo Kate, ela tinha medo do pai, que era engenheiro, porque ele batia nela. Seu pai, que também era alcoólatra, abandonou a família quando ela tinha 14 anos, deixando a mãe e suas filhas na pobreza. Sua mãe era professora e vendedora de seguros. Ele tinha duas irmãs, Sally e Mallory. De acordo com Mallory, sua irmã mais velha, Kate, tem problemas mentais desde que ela se lembra. Kate tinha cinco anos quando Mallory nasceu, e sua irmã mais velha, Sally, diz que desde o nascimento de Mallory, Kate delineou vários planos para assassinar sua irmã mais nova. Essas tentativas deixariam Mallory com inúmeros traumas.
De ascendência católica irlandesa, Kate frequentou escolas paroquiais em Saint Paul durante sua infância. Sua natureza sádica e a violência que exerceu a levaram a ser expulsa de todas as escolas que frequentou. Mallory comentava: “Nós, como família, lutamos durante anos pelos problemas de Kate, muitas vezes tentando hospitalizá-la para a ajuda séria de que ela obviamente precisava. Ela era uma sádica brutal, uma valentona violenta em cujas mãos todas as pessoas ao seu redor sofreram".
Em 1956, Kate se formaria na Universidade de Minnesota com um bacharelado em literatura inglesa. Ela era membro da fraternidade Kappa Alpha Theta. Uma tia rica pagou por sua educação em St. Hilda, Oxford, onde ela obteria um diploma de primeira classe em literatura inglesa, com honras, em 1958. Ela foi a primeira mulher americana a receber um diploma de primeira classe após ter estudado em St. Hilda.
Em Nova York, ela trabalhou como professora de jardim de infância e aprendeu a esculpir e pintar entre 1959 e 1961. Ela então se mudou para o Japão para estudar escultura. Kate conheceu Fumio Yoshimura e fez sua primeira exposição individual na Minami Gallery de Tóquio, além de dar aulas de inglês na Universidade Waseda. Kate deixaria o Japão em 1963 e se mudaria para o Lower East Side de Nova York. Em 1965, Kate e Fumio se casariam.
Kate ensinou inglês e exibiu arte no Barnard College a partir de 1964. Ela estava entre um grupo de educadoras jovens, radicais e não titulares que desejavam modernizar a educação feminina; Kate queria fornecer a eles "as ferramentas críticas necessárias para compreender sua posição em uma sociedade patriarcal". Em 1966, ela se tornou membro do comitê da Organização Nacional de Mulheres (NOW) e posteriormente juntou-se às organizações Mulheres Radicais de Nova York, Lésbicas Radicais e Mulheres Radicais do Centro. Kate forçaria sua irmã Mallory a se juntar ao NOW. Mallory comenta que as reuniões no NOW se tornaram rituais quase religiosos nos quais eles patrulhavam e clamavam pela destruição da monogamia, da família, heterossexualidade e tabus sexuais, além de seguir o modelo da China de Mao e fazer confissões em grupo para limpar os pensamentos das pessoas. Seus pontos de vista sobre a política, seu "ataque de facadas" a Barnard em seu panfleto Token Learning e um corte no orçamento da universidade a levaram à demissão em 23 de dezembro de 1968. Kate entraria no programa de graduação em Inglês e Literatura em comparação com a Columbia University em 1968, onde concluiu sua dissertação em setembro de 1969 e obteve seu Ph.D. em março de 1970.
Em 1970 publicaria Política Sexual, que se originou como tese de doutorado, onde criticava o patriarcado na sociedade e na literatura. Millett questionou as origens do patriarcado, argumentando que a opressão baseada no sexo era política e cultural, e postulou que desfazer a família tradicional era a chave para a verdadeira revolução sexual. Em seu primeiro ano no mercado, o livro vendeu 80 mil exemplares  e passou por sete edições considerando-se como manifesto do movimento. Enquanto Kate falava sobre a liberação sexual na Universidade de Columbia, uma mulher na platéia perguntou: "Por que você não diz que é lésbica, abertamente? Você disse que era lésbica no passado". Millett respondeu hesitante: "Sim, sou lésbica". Algumas semanas depois, o artigo da Time de 8 de dezembro de 1970 "Women's Lib: A Second Look" relatou que Kate admitiu que era bissexual.
Em 1971, Kate ensinou sociologia no Bryn Mawr College. Ela começou a comprar e restaurar propriedades naquele ano, perto de Poughkeepsie, Nova York; esta se tornou a Colônia de Arte Feminina e a Fazenda de Árvores, uma comunidade de mulheres artistas e escritoras e uma fazenda de árvores de Natal. Dois anos depois, ela era educadora na Universidade da Califórnia em Berkeley. Nesse mesmo ano, em 1971, Kate publicaria seu livro The Prostitution Papers, onde argumentaria que a prostituição reside no conceito da condição da mulher expondo também a submissão das mulheres nos contratos de casamento, e lançou seu filme Three Lives, um filme onde não há presença masculina. Kate queria um público exclusivamente feminino para suas estreias, e até exigiu que quem trouxesse a comida para entrega também fosse mulher. O fracasso do filme e o cancelamento do segundo lançamento levaram a um aprofundamento de seu estado mental. Em 1973, quando ela morava com o marido na Califórnia e era ativista e professora na Universidade de Berkeley, sua família ficou preocupada com seu estado mental. Mallory relataria que Kate não a deixou dormir por cinco dias, Kate entrando em um estado de raiva insana, gritando como uma louca e tendo conversas com "homenzinhos verdes". Mallory não dormiria temendo que sua irmã a apunhalasse pelas costas. Sally, a irmã mais velha, viajaria de Nebraska a Sacramento para ficar com suas irmãs. Kate seria levada à força para instalações psiquiátricas por dez dias. Ela própria assinou um formulário de autorização para admissões voluntárias. Durante sua visita a St. Paul, algumas semanas depois, Kate foi convidada por sua mãe para ver um psiquiatra. Ela foi libertada em três dias, tendo ganhado um julgamento de sanidade graças aos esforços de seus amigos e um advogado pro bono.
Após os dois confinamentos involuntários, Kate ficou deprimido, principalmente por ter sido confinado sem o devido processo legal. Enquanto em hospitais psiquiátricos, ela foi administrada com drogas "alteradoras da mente" ou imobilizada, dependendo se ela era complacente ou não. Ela foi diagnosticada com depressão maníaca (agora comumente chamada de transtorno bipolar). O diagnóstico afetou a forma como os outros a viam e sua capacidade de conseguir um emprego. Na Califórnia, os médicos recomendaram que ela tomasse lítio para controlar as principais oscilações maníacas e depressivas. Sua depressão tornou-se mais grave quando sua casa na Bowery foi condenada e Fumio ameaçou se divorciar. Para controlar a depressão, Kate voltou a tomar lítio.
Em 1974 e 1977, respectivamente, Kate publicaria dois livros autobiográficos, Flyng, uma "memória de fluxo de consciência sobre sua bissexualidade", e Sita, onde exploraria sua sexualidade, especialmente a de sua amante lésbica. Isso levaria ao suicídio de Sita. Em 1978, Kate tornou-se associada do Instituto das Mulheres para a Liberdade de Imprensa (WIFP).
Em 1979, Kate e Sophie Keir, uma jornalista canadense, viajariam a Teerã para o Comitê de Liberdade Artística e Intelectual para trabalhar pelos direitos das mulheres iranianas. Kate e Keir, que compareceram aos comícios e manifestações, foram retirados de seu quarto de hotel e levados para uma sala trancada na sede da imigração duas semanas após sua chegada ao Irã. Eles ameaçaram colocá-los na prisão e, sabendo que homossexuais estavam sendo executados no Irã, Millett também temeu que eles a matassem quando ouviu as autoridades dizerem que ela era lésbica. Depois de passar a noite, as mulheres foram colocadas em um avião que pousou em Paris. Ele escreveu sobre a experiência em seu livro de 1981, Going to Iran.
Em 1980, Kate foi uma das dez artistas convidadas cujo trabalho foi exibido no Great American Lesbian Art Show no Woman’s Building em Los Angeles, embora Kate fosse identificada como bissexual. Naquele mesmo ano, com o apoio de dois amigos e de Sophie Keir, Kate parou de tomar lítio para melhorar sua clareza mental, aliviar diarreia e tremores nas mãos e defender melhor suas filosofias sobre saúde mental e tratamento. Ela começou a se sentir alienada e "irritada" enquanto Keir observava as mudanças de comportamento. Mallory, tendo falado com Keir, tentou levá-lo a se comprometer, mas não teve sucesso devido às leis de New York sobre compromissos involuntários.
Kate visitou a Irlanda no outono de 1980 como ativista. Após o planejado retorno aos Estados Unidos, houve um atraso no aeroporto e ele prolongou sua estada na Irlanda. Ela foi admitida involuntariamente na Irlanda depois que a segurança do aeroporto "determinou por alguém em New York" que ela tinha uma "doença mental" e havia parado de tomar lítio. Enquanto estava confinada, ela foi fortemente drogada. Para combater o agressivo programa farmacêutico, ela neutralizou os efeitos da torazina e do lítio comendo muitas laranjas ou escondendo os comprimidos na boca para descarte posterior. Depois de vários dias, ela foi encontrada por sua amiga Margaretta D'Arcy. Com a ajuda de um membro do Parlamento irlandês e de um psiquiatra-terapeuta de Dublin, Kate foi declarada competente e liberada dentro de algumas semanas. Ela voltou para os Estados Unidos, ficou gravemente deprimida e começou a tomar lítio novamente.
Em 1985, Kate e Fumio se divorciaram. Em 1986, Millett parou de tomar lítio sem reações adversas. Depois de um ano sem lítio, Kate anunciou a notícia para familiares e amigos surpresos. O envolvimento de Kate com a psiquiatria a levou a tentar o suicídio várias vezes devido a efeitos físicos e emocionais danosos, mas também devido à natureza caluniosa dos rótulos psiquiátricos que afetaram sua reputação e ameaçaram sua própria existência no mundo. Kate questionou diagnósticos e rótulos como maníaco-depressivo (transtorno bipolar) e esquizofrenia, que ela diz serem atribuídos a pessoas que apresentam comportamento socialmente inaceitável. "Muitas pessoas saudáveis, disse ela, são 'levadas à doença mental' pela desaprovação da sociedade e pela 'instituição autoritária da psiquiatria'". Ela atribuiu sua própria depressão ao diagnóstico, e não o contrário, escrevendo: "Quando ouvem que sua mente não está saudável, ocorre uma espécie de desespero que toma conta”. Mallory diria que Kate sempre afirmava que a doença mental era um mito. Kate documentou suas experiências no livro The Loony-Bin Trip (1990).
Em uma entrevista com Mark Blasius, Kate simpatizaria com a pedofilia defendendo-a como parte da revolução sexual. Nesta entrevista, Kate afirmou que “parte da estrutura familiar patriarcal inclui o controle da vida sexual dos filhos e, além disso, o controle total dos filhos. (...) Na verdade, um dos direitos essenciais da criança é se expressar sexualmente, provavelmente entre si inicialmente, mas também com os adultos. Desta forma, a liberdade sexual das crianças é uma parte importante de uma revolução sexual”.
Kate se envolveu em uma polêmica causada por sua aparição em um programa de televisão do Reino Unido chamado After Dark. O ator Oliver Reed, que havia bebido durante o show, caminhou até ela e tentou beijá-la. Kate o deixou de lado e pediu uma fita do programa para entreter seus amigos. Kate também colaborou com a revista On the Issues e continuou a escrever até o início dos anos 2000. Ela discutiu a tortura sancionada pelo Estado em The Politics of Cruelty (1994), chamando a atenção para o uso da tortura em muitos países. No final da década de 1990 e início de 2000, Kate se envolveu em uma disputa com as autoridades da cidade de New York, que queriam despejá-la de sua casa em 295 Bowery como parte de um plano de redesenvolvimento maciço. Kate e outros inquilinos resistiram, mas acabaram perdendo a batalha. Seu prédio foi demolido e os moradores foram realocados.
Kate escreveu a Mother Millett (2001) sobre sua mãe desenvolver vários problemas de saúde graves em seus últimos anos, incluindo um tumor cerebral e hipercalcemia. Ciente da deterioração da saúde de sua mãe, Millett a visitou em Minnesota; Suas visitas incluíram conversas sobre seu relacionamento e passeios a jogos de beisebol, museus e restaurantes.
Kate estava de férias em Paris, quando teve um infarto e morreu em 6 de setembro de 2017, aos 82 anos. Sua esposa, Sophie Keir, estava com ela no momento de sua morte.

## Obras
- 1970. Política Sexual - no original Sexual Politics
- 1971. The Prostitution papers: A Candid Dialogue
- 1974. Flying
- 1976. Sita
- 1979. The Basement: Meditations on a Human Sacrifice
- 1981. Going to Iran
- 1990. The Loony-Bin Trip
- 1993. The Politics of Cruelty: An Essay on the Literature of Political Imprisonment
- 1995. AD, a Memoir
- 2001. Mother Millett